# Prąd Zachodniogrenlandzki

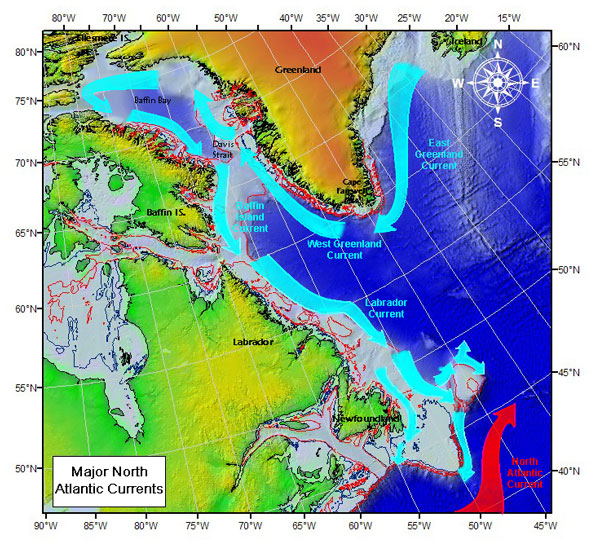
Prąd Zachodniogrenlandzki

Prąd Zachodniogrenlandzki – ciepły prąd morski na Oceanie Atlantyckim, płynący w Morzu Baffina w kierunku północnym u brzegów Grenlandii. Powstaje z przedłużenia ciepłego Prądu Irmingera i zimnego Prądu Wschodniogrenlandzkiego. Odpowiada za stosunkowo łagodny klimat zachodnich wybrzeży Grenlandii i warunkuje istnienie takich osad jak Aasiaat, Ilulissat, Nuuk, Qaanaaq czy Qeqertarsuaq. W Cieśninie Davisa skręca na zachód i łączy się z zimnym Prądem Labradorskim.
Prędkość nurtu Prądu Wschodniogrenlandzkiego wynosi ok. 0,9–1,9 km/h, u brzegów Grenlandii temperatura wód wynosi poniżej 2 °C, zasolenie 31–34‰, natomiast nieco dalej od brzegu temperatura wód powierzchniowych wynosi od 3,5 °C do 5,5 °C, a zasolenie ok. 35‰.